# Antoninów (powiat piaseczyński)
Antoninów – wieś w Polsce położona w województwie mazowieckim, w powiecie piaseczyńskim, w gminie Piaseczno. 
Wieś wchodzi w skład sołectwa Antoninów – Kuleszówka.
W latach 1975–1998 miejscowość należała administracyjnie do województwa warszawskiego.
Wieś znajduje się kilkaset metrów od drogi drogi krajowej nr 7 (E77) Warszawa – Radom. Zlokalizowany jest tu Cmentarz Komunalny Południowy.